# عالمنا في البيانات
عالمنا في البيانات Our World in Data (OWID) هو منشور علمي عبر الإنترنت يركز على المشكلات العالمية الكبيرة مثل الفقر و المرض و الجوع وتغير المناخ والحرب والمخاطر الوجودية وعدم المساواة.
مؤسس المنشور هو المؤرخ الاجتماعي واقتصادي التنمية ماكس روزر. يقع مقر فريق البحث في جامعة أكسفورد.
تتمثل مهمة Our World in Data في تقديم «الأبحاث والبيانات لإحراز تقدم في مواجهة أكبر مشاكل العالم».
يستخدم منشور الويب حول التنمية العالمية تصورات تفاعلية للبيانات (الرسوم البيانية والخرائط) لتقديم نتائج البحث حول التنمية التي تشرح أسباب ونتائج التغييرات المرصودة. الهدف هو إظهار كيف يتغير العالم ولماذا.

## وصلات خارجية
- الموقع الرسمي